# Hernando de Rojas y Sandoval

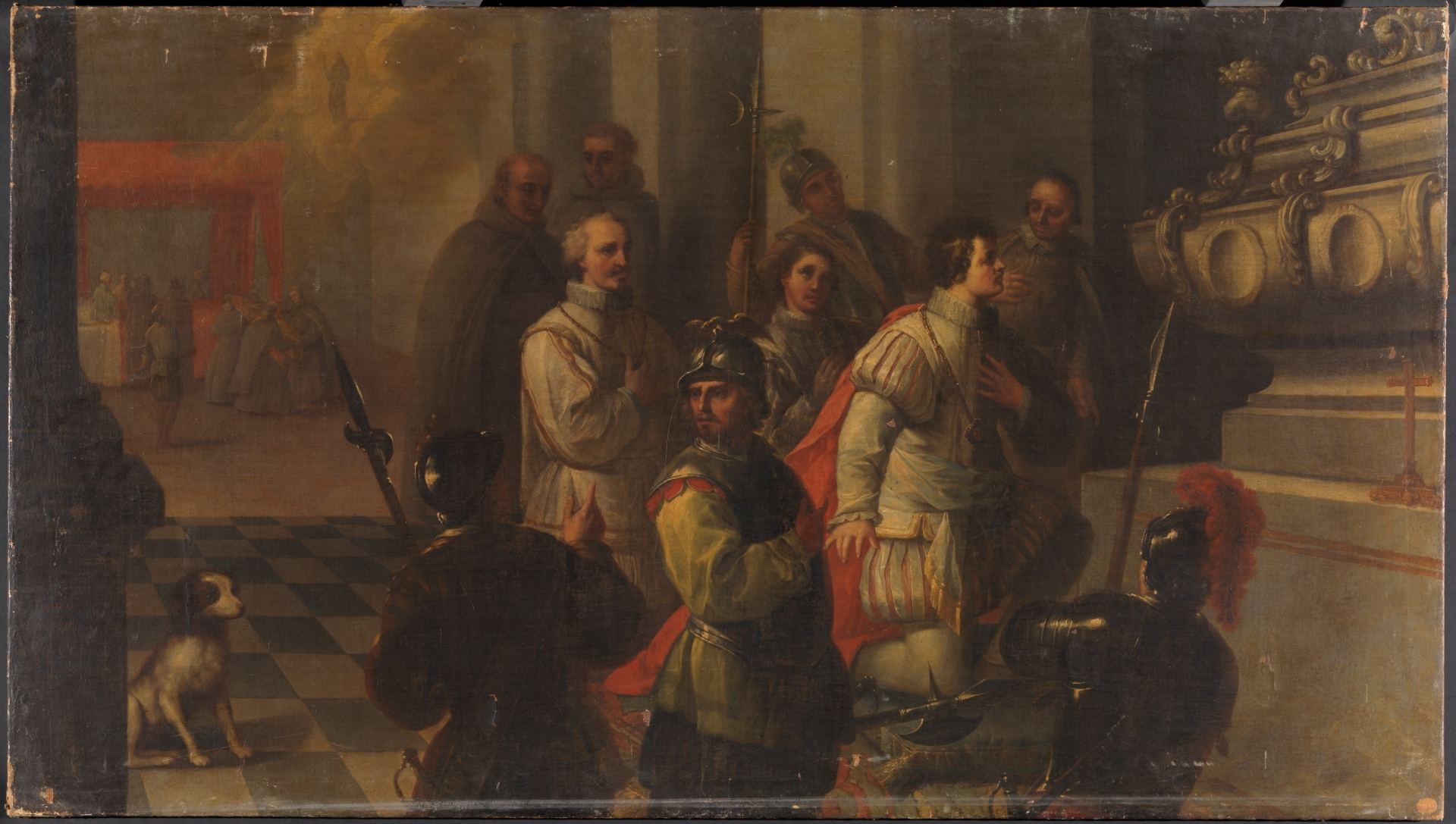
Posible retrato idealizado de Hernando de Rojas en el séquito de don Carlos, como parte del cuadro Curación y acción de gracias del príncipe don Carlos ante San Diego de Alcalá (s. XVIII)

Hernando de Rojas y Sandoval (o Fernando de Rojas y Sandoval) (-1567) fue un noble, militar y cortesano castellano al servicio de Felipe II.

## Biografía
Fue hijo de Bernardo de Rojas y Sandoval (-1536), II marqués de Denia y Francisca Enríquez de Luna. Fernando tendría varios hermanos, entre ellos:
- Luis Gómez de Sandoval y Enríquez, que sucedería a su padre como III marqués de Denia.
- Enrique de Sandoval, caballero de la Orden de Santiago y comendador de Caravaca en esa orden. Casó con Isabel de Quiñones, con descendencia.
- Diego de Sandoval, caballero de la Orden de Alcántara, casado con Inés de Vivero, con descendencia. Tras quedar viudo tomó la carrera eclesiástico y llegó a ser deán la catedral de Jaén.
- Pedro de Rojas.
- Ana Enríquez de Rojas,[2] comprometida con Luis Fernández de Córdoba y Pacheco, II marqués de Comares. Renunció a este matrimonio, tomó el hábito de religiosa y sirvió a la reina Juana I de Castilla.
- Isabel de Rojas, monja cisterciense que llegó a ser abadesa del convento de Belén en Valladolid y del de Jesús en Salamanca.
- María de Luna y Rojas, casada con Juan Fernández Manrique de Lara y Pimentel, III marqués de Aguilar; sin descendencia.
- Magdalena de Sandoval, casada con Alvaro Gómez Manrique de Mendoza, IV conde de Castrojeriz y gobernador de Galicia.[3]
- Francisca de Rojas, monja cisterciense en el monasterio de las Huelgas de Burgos y después en el convento de Belén en Valladolid
- Juana Manrique, muerta en su primera juventud.

Fernando también tuvo un medio hermano, Cristóbal de Rojas y Sandoval, fruto de una relación extramatrimonial de su padre con Dominga Acelga. Cristóbal siguió la carrera eclesiástica y llegaría a ser arzobispo de Sevilla.
En 1511 acompañado de su padre partió a Italia como parte de las tropas de la Liga Santa, y el año siguiente participaría en la conquista de Navarra. Continuó su carrera al servicio de Carlos V, participando en el segundo intento de los turcos de conquistar Viena (1532) y en la Jornada de Túnez (1535). Pasó al servicio de la corte, siendo gentilhombre de boca de Carlos I. Posteriormente fue nombrado caballero de la orden de Calatrava, comendador de Almodóvar del Campo y alférez mayor en la orden.
Contrajo matrimonio con María Chacón, hija de Gonzalo Chacón, II señor de Casarrubios del Monte y Francisca de Guevara y Girón, hija a su vez de Alfonso Téllez Girón, II señor de la Puebla de Montalbán.
Felipe II le nombró mayordomo del príncipe Carlos, mientras que su mujer era nombrada aya de las infantas Isabel y Catalina. 
Murió en 1567. Tras su muerte, Felipe II concedería a su hijo Gonzalo la encomienda de Almodóvar del Campo de que había gozado Fernando.
Fernando fue enterrado en el monasterio de Santa María de Trianos (actual provincia de León)

## Matrimonio y descendencia
De su matrimonio con María Chacón tuvo varios hijos, entre ellos:
- Diego de Sandoval, muerto sin descendencia.
- Gonzalo Chacón, caballero de la Orden de Calatrava, gentilhombre de boca de Felipe II.
- Bernardo de Sandoval y Rojas, eclesiástico que llegó a ser cardenal y arzobispo de Toledo.[8]
- Gaspar de Sandoval, murió siendo parte de la Armada Invencible (1588).
- Isabel Chacón, que fue dama de la reina Ana de Austria desde 1570 y casó con su primo Gonzalo Chacón, que sería posteriormente I conde de Casarrubios del Monte.
- Inés de Rojas, monja dominica en el convento de Santo Domingo el Real de Madrid.
- Luisa Chacón.

## Órdenes y cargos

### Órdenes
- Orden de Calatrava.
  - Alférez mayor.
  - Comendador de Almodóvar del Campo.
  - Caballero.

### Cargos
- Mayordomo del príncipe Carlos.